# Béka III Paul Jakéli
Béka III Paul Jakéli, Saphar ou Safer Pacha (né le 12 août 1564, mort en 1635) est prince de Samtske de 1625 à 1635.

## Biographie
Béka Paul Jakéli est le plus jeune fils de Kai-Khosrov II Jakéli, prince de Samtske. Il accède au trône en faisant empoisonner son neveu et prédécesseur, le jeune prince Manoutchar III Jakéli, qui vient d’obtenir de la Sublime Porte le statut de prince vassal chrétien.
Béka se rend à son tour à Istanbul et accepte de se faire musulman. Il obtient des Ottomans le titre d’« atabeg du Samtske ». Il prend alors le nom de « Saphar Pacha » et est honoré de deux queues de commandement.
De retour dans son pays, il gouverne en prince musulman, fait un recensement de la population et impose à ses sujets chrétiens un impôt d’une pièce d’or par habitant. Il crée également une contribution d’un septième des récoltes et des impôts sur le bétail, de deux chaours par mouton, d’un abaz par bœuf et de six chaours par cheval et buffle. Ces prélèvements appauvrissent la population et accentuent la décadence du clergé, dont les évêchés et monastères ont déjà été pressurés par les « atabegs » lors des précédents conflits familiaux. La décadence de la principauté de Samtske s’aggrave après l’occupation ottomane du Tao, de la Klarjéthie et de l’Artanoudji ainsi que du Chawcheth. Les Ottomans pillent dans ses territoires les biens des églises, emportent les trésors et les reliques et font disparaître toute trace de vie monacale. Lorsqu’il ne reste plus d’évêque dans le Samtskhe, l’islamisation des Meskhètes fait des progrès importants car les nobles adoptent la religion de leur seigneur.
Saphar Pacha demeure pendant tout son règne un vassal docile des Ottomans et il se retire à Istanbul lors de l’invasion de son pays par Georges Saakadzé, vassal de la Perse.

## Postérité
Saphar Pacha meurt en 1635 après un règne de dix ans. Il a pour successeur son fils Yousouf Ier Jakéli, qui n'est plus dénommé atabeg mais pacha d’Akhaltsikhé. Comme ses successeurs après lui, il doit se rendre à Istanbul comme bénéficiaire d’un firman d’hérédité pour sa charge de pacha. Il doit se faire confirmer son titre en dispensant des bakchich à l’administration ottomane.